# Fantastico (programma televisivo)
Fantastico è stato un varietà televisivo italiano andato in onda nella prima serata del sabato su Rai Uno dal 1979 al 1980, poi di nuovo dal 1981 al 1992 ed infine dal 1997 al 1998, abbinato alla Lotteria Italia.
Assieme a Canzonissima, Studio Uno e Milleluci è considerato l'apoteosi ed emblema del varietà televisivo classico in Italia, nonché uno dei programmi più famosi e di successo nella storia della televisione italiana.

## Il programma

### Le origini (1979-1980)
Il programma rappresentò il ritorno della Lotteria Italia nella serata del sabato: infatti lo storico programma abbinato alla lotteria, Canzonissima, aveva subito un calo d'interesse, tanto che nel 1973 era stato retrocesso dalla prima serata del sabato alla domenica pomeriggio dove andò in onda per altre due stagioni; nel 1975, una volta constatato che la gara canora non era più molto apprezzata dal pubblico, i vertici Rai decisero di sostituire il programma con nuovi varietà composti da quiz e giochi. Da qui la Lotteria fu abbinata ogni anno ad un programma differente: Un colpo di fortuna nel 1975, Chi? nel 1976, Secondo voi nel 1977 ed Io e la Befana nel 1978, tutti trasmessi (escluso Un colpo di fortuna) all'interno di Domenica in.
Nel 1979, essendosi consolidati gli ascolti e il gradimento della fascia pomeridiana domenicale attraverso Domenica in, la Lotteria riprese la collocazione abituale al sabato sera e Fantastico fu il varietà ideale realizzato da Enzo Trapani, deus ex machina delle prime quattro edizioni della trasmissione.

Loretta Goggi, Heather Parisi e Beppe Grillo nella prima edizione di Fantastico (1979), che segnò il ritorno, dopo sei anni, dello spazio della Lotteria Italia nella prima serata del sabato.

Il titolo era stato scelto dallo stesso Trapani ed era strettamente collegato alla dimensione scenografica e coreografica del programma, in cui il regista miscelava realtà e finzione in un cocktail di suoni e in un caleidoscopio di colori, che evocavano atmosfere contrastanti, spazianti fra la sagra paesana, la discoteca, il night club, la festa di rievocazione storica, il luna park, il circo ed il piano-bar. L'orchestra era disposta su piani verticali, in modo volutamente irreale, gli specchi moltiplicavano gli spazi a dismisura, il pubblico attorniava i presentatori, i balletti pre-registrati accentuavano l'effetto miraggio, scomparendo improvvisamente al momento del quiz. Tale quiz, diverso di edizione in edizione, aveva come momento conclusivo la serata finale del 6 gennaio, dove sei concorrenti erano abbinati ad altrettanti biglietti estratti a sorte e vincitori dei premi più alti.
La prima edizione del 1979 ottenne ottimi indici d'ascolto: una media di 23,6 milioni di telespettatori con punte di oltre 25 e un indice di gradimento pari a 80. Rappresentò l'affermazione di Loretta Goggi in qualità di conduttrice, che qui inizierà la sua storia d'amore con Gianni Brezza, primo ballerino del varietà, ed in cui lanciò uno dei suoi brani più famosi, L'aria del sabato sera (utilizzato come sigla di chiusura), di Beppe Grillo come comico, autore dei monologhi satirici assieme ad Antonio Ricci, e di Heather Parisi come soubrette, che cantava la sigla d'apertura Disco bambina e realizzava in ogni puntata un balletto, che grazie al programma ottenne la definitiva consacrazione (e che, come la Goggi, inizierà una relazione con un altro componente del cast della trasmissione, il coreografo Franco Miseria). Inoltre segnò l'inizio della effimera popolarità di Enzo Avallone, l'altro primo ballerino del programma, soprannominato Truciolo. Il quiz di questa prima stagione era composto da quattro giochi incentrati sulle canzoni italiane degli ultimi 25 anni (ad ogni puntata veniva preso in esame un diverso triennio). Molto successo venne ottenuto dalle già citate sigle Disco bambina e L'aria del sabato sera, che arrivarono rispettivamente al primo e secondo posto della hit-parade dei 45 giri più venduti di quel periodo.

### La breve interruzione (1980-1981)
L'anno seguente, Fantastico fu sostituito da Scacco matto, varietà condotto da Claudio Cecchetto, Pippo Franco e Laura Troschel, trasmissione che ruotava intorno alla soluzione di un giallo, a sua volta abbinato a brevi fiction italiane con attori professionisti della serie Fermate il colpevole, un format già usato in precedenza dalla Rai con programmi come Giallo club. Invito al poliziesco, Chi? (quest'ultimo trasmesso tre anni prima ed anch'esso abbinato alla Lotteria Italia) e ripreso con una nuova serie scritta per Domenica in (1979) col gioco finale condotto da Corrado. Scacco matto ebbe un gradimento ed un ascolto molto inferiori rispetto alle aspettative, anche in virtù della concorrenza del secondo canale Rai che trasmetteva la popolare serie statunitense Alla conquista del West. A partire dall’anno successivo, i dirigenti del primo canale rimandarono di nuovo in onda Fantastico, che resterà nel palinsesto del sabato sera autunnale della prima rete Rai per dieci anni, aggiungendo il numero progressivo di ciascuna edizione (ad esclusione dell'edizione del 1990 intitolata Fantastico 90 anziché Fantastico 11).

### L'ascesa e il grande successo (1981-1983)

Raffaella Carrà e Corrado a Fantastico 3 (1982) che fu una delle edizioni di maggior successo del varietà.

La seconda edizione dello show del 1981 ebbe anch'essa enorme successo: le canzoni Cicale di Heather Parisi (utilizzata come sigla d'apertura) ed Il ballo del qua qua di Romina Power rimasero nella memoria degli italiani, pur rappresentando solo la crema di un varietà costruito su molti artisti, fra i quali Walter Chiari, monologhista comico (Fantastico 2 fu la sua ultima conduzione in un programma della Rai, dove in seguito apparve solo come ospite), l'étoile Oriella Dorella come prima ballerina assieme alla Parisi, e Memo Remigi che cantava la sigla di chiusura Gocce di Luna. In Fantastico 2 fu consacrato come imitatore Gigi Sabani (già scoperto da Corrado nella corrida radiofonica), mentre i quiz, affidati a Claudio Cecchetto, rievocavano famosi quiz del passato della TV italiana come Lascia o raddoppia?, Il Musichiere e Rischiatutto. Gli indici di ascolto calarono rispetto alla prima edizione ma la media di telespettatori rimase comunque ragguardevole: circa 20 milioni mentre la serata finale del 6 gennaio 1982 ne raccolse ben 25,8 milioni.
La terza edizione del 1982 fu ancora più seguita rispetto alla precedente. Si ebbe l'atteso ritorno di Corrado alla guida del programma di punta del sabato sera, che riformò la storica coppia con Raffaella Carrà con cui aveva già condotto due memorabili edizioni di Canzonissima. Nel cast figurava Renato Zero e, per la seconda volta, Gigi Sabani come imitatore. L'elemento innovativo fu rappresentato dal quiz giocato parzialmente in esterna, con collegamenti da due località italiane, diverse per ogni settimana (anche qui ci fu il richiamo ad un altro storico quiz della Rai, Campanile sera), curati da Ramona Dell'Abate e Marina Perzy, dove uno dei concorrenti interagiva con l'altro componente della coppia giocando a una caccia al tesoro, per trovare delle chiavi utili ad aprire la cassaforte finale. Nel gioco finale, chiamato La trappola, venivano date diverse serie di quattro foto ciascuna ritraenti luoghi, monumenti, personaggi famosi, animali, eventi storici, quadri ecc, e i due concorrenti dovevano abbinare le immagini aventi un qualsivoglia legame tra loro (esempio i monumenti della stessa città) o, viceversa, individuare quale fosse, tra le quattro fotografie, l'elemento intruso, servendosi anche degli indizi musicali dati da Raffaella Carrà.
In questa edizione Corrado lanciò la canzone Carletto, che divenne un successo discografico, e per la sua conduzione fu premiato a Chianciano come miglior presentatore ricevendo il Premio della Critica Televisiva. Raffaella Carrà lanciò la canzone Ballo ballo, sigla d'apertura di quell'edizione (che causò anche alcune controversie, in quanto considerata da alcuni un plagio del brano Eleanor Rigby dei Beatles), mentre Renato Zero presentò brani dal suo album Via Tagliamento 1965/1970, tra cui la sigla finale Soldi e la sigla del suo segmento personale, la celebre Viva la Rai. Il successo della terza edizione fu notevole; gli ascolti registrarono una media di 22,2 milioni di spettatori, con oscillazioni tra i 21 e i 23 milioni mentre la puntata finale del 6 gennaio 1983 registrò l'ascolto record di 27,4 milioni di telespettatori.

### La grande crisi (1983-1984)

Heather Parisi e Gigi Proietti in Fantastico 4 (1983), ultima edizione diretta da Enzo Trapani e trasmessa dalla sede Rai di Milano, che fu inaspettatamente battuta negli ascolti dal varietà di Canale 5, Premiatissima.

La quarta edizione del 1983 fu l'ultima firmata da Trapani e prodotta dalla sede Rai di Milano. Condotta da Gigi Proietti con Heather Parisi (ritornata dopo un anno di assenza, che cantò la sigla d'apertura Ceralacca), la cantante Teresa De Sio (che eseguiva la sigla di chiusura O sole se ne va) e le attrici Valeria Cavalli e Jinny Steffan, ottenne un successo assai meno lusinghiero dell'edizione precedente, causato dalla contro-programmazione di Canale 5, che per la prima volta sfidò lo show abbinato alla Lotteria Italia del primo canale con il varietà Premiatissima (l'anno precedente in onda al venerdì sera) e con la replica del TG regionale su Rai 3. Il varietà della Fininvest richiamava nel titolo e nella formula la vecchia Canzonissima: una gara canora tra celebri artisti della musica italiana. Il pubblico apprezzò molto tale varietà e per la prima volta, inaspettatamente, la Rai perse la sfida degli ascolti del sabato sera.

### La rinascita e la riaffermazione (1984-1989)
Nel 1984, Fantastico 5 fu affidato dunque a Pippo Baudo, che ne mutò radicalmente fisionomia e formula, allontanandosi dall'impostazione originale di Enzo Trapani, riprendendo in parte quella di Canzonissima e dei vecchi grandi varietà della Rai come Studio Uno e Milleluci, con scenografie fastose, sketch comici, balletti e grandi ospiti, anche internazionali. Da Canzonissima il programma ereditò anche la sua nuova location: infatti, a partire da questa edizione, Fantastico andò in onda dallo storico Teatro delle Vittorie di Roma.

Pippo Baudo tra le showgirl Alessandra Martines e Lorella Cuccarini in Fantastico 7 (1986); si vociferò che tra le due soubrette ci fosse un'accesa rivalità, confermata molti anni dopo dalla Cuccarini.

Scomparvero anche i quiz: d'ora in poi la Lotteria si basò sulla formula di gare di vario genere, diverse per ogni edizione, la cui vittoria era basata sul verdetto del pubblico che inviava le cartoline allegate ai singoli concorrenti, decretando un vincitore ogni settimana, per poi arrivare alla finale in cui veniva decretato il vincitore assoluto. Altra novità introdotta da Baudo fu quella della diretta, utilizzata per tutte le puntate del programma (nelle edizioni dirette da Trapani la diretta era riservata solo per la puntata finale).
Grazie a questi cambiamenti, Fantastico tornò ad essere il programma leader del sabato sera ottenendo di nuovo ottimi ascolti (anche se però non arriveranno più ai livelli delle prime edizioni) tanto che Premiatissima, l'anno successivo, venne cancellata dalla prima serata del sabato e tornò ad andare in onda in quella del venerdì.
La formula di questa edizione prevedeva il coinvolgimento di concorrenti suddivisi in fasce di età in ordine crescente, riprendendo l'idea della trasmissione del 1975 intitolata Un colpo di fortuna. Si tornò dunque a parlare di canzoni, con una gara che sancì la canzone d'amore italiana del secolo attraverso una fitta selezione di brani raggruppati per lustro in ciascuna puntata, e interpretati da un ensemble vocale chiamato "I Macedonia". Vinse Questo piccolo grande amore di Claudio Baglioni.
Soubrette della quinta edizione furono Heather Parisi, che eseguiva in ogni puntata un balletto e cantava la sigla d'apertura Crilù, che fu un grande successo discografico, ed Eleonora Brigliadori, appena approdata in Rai dopo essere stata per quattro anni la signorina buonasera di Canale 5. A completare il cast fisso, il comico e ventriloquo spagnolo José Luis Moreno, che dava voce al pupazzo Rockfeller, un corvo in frac che sbeffeggiava politici e VIP dello spettacolo, che ottenne molto successo.
Baudo restò alla conduzione anche nelle due successive edizioni. Nella sesta edizione del 1985 furono rappresentate sei arti spettacolari che gareggiavano ciascuna separatamente per poi esprimere un concorrente ciascuno nella serata conclusiva (vinsero Kathleen e Samantha Larible, due equilibriste circensi). In questa edizione partecipò, nella categoria lirica, anche Cecilia Bartoli, in seguito divenuta un mezzosoprano di fama mondiale. In questa sesta edizione inoltre debuttò una giovanissima Lorella Cuccarini come soubrette del programma (in sostituzione di Heather Parisi), affiancata nello stesso ruolo dalla showgirl statunitense Galyn Görg, le quali cantavano anche le due sigle di quell'edizione del programma (la Cuccarini Sugar Sugar e la Görg Formula 6, che ogni settimana erano ad ordine invertito come sigla di testa e di coda), mentre gli interventi comici furono affidati a Beppe Grillo, ritornato nel cast del programma dopo sei anni. Inoltre in questa edizione, per attirare il pubblico infantile, erano presenti due pupazzi animati dalle fattezze di paperi, chiamati Pompeo e Carlotta, le cui voci erano rispettivamente quelle di Franco Latini e Cristiana Lionello, che incisero anche il brano Sole papà, che fu la sigla dell'edizione di quell'anno dello spin-off Fantastico bis. A partire da questa edizione vennero inoltre introdotti anche gli sponsor all'interno del programma (fino ad allora assenti).

#### La movimentata settima edizione (1986-1987)

Beppe Grillo nel suo controverso monologo del 15 novembre 1986: prendendo a pretesto un viaggio di Stato in Cina dell'allora primo ministro italiano Bettino Craxi, il comico mise in dubbio l'integrità morale della classe dirigente del PSI degli anni ottanta.

Nella settima edizione del 1986 un gruppo di artisti emergenti in varie categorie si sfidava nel corso delle puntate, tra cui Tosca D'Aquino, Carlo Frisi, Pietro Ghislandi e Manlio Dovì. Quella di Fantastico 7 fu un'edizione molto fortunata dal punto di vista degli ascolti, con punte di oltre 15 milioni di telespettatori, e segnò il successo definitivo delle due soubrette, la bionda Lorella Cuccarini (confermata dall'edizione precedente, che in questa occasione, oltre a cantare la sigla di apertura Tutto matto, presentò anche i brani del suo primo album, Lorel) e la bruna Alessandra Martines (proveniente dalla trasmissione del mezzogiorno di Rai 1 Pronto, chi gioca?, che sostituì Galyn Görg e assieme alla Cuccarini cantava la sigla di chiusura L'amore è), che eseguivano, per la prima volta nella storia del varietà, le sigle e i balletti in diretta, cosa che causò anche alcuni fuori programma: durante la prima puntata, alla fine della sigla di testa, alla Cuccarini si sfilò una scarpa che andò a colpire l'allora direttore di Raiuno Emmanuele Milano (che era presente tra il pubblico in studio in prima fila); in un'altra puntata, durante un balletto, uno dei ballerini sbagliò una presa e la Cuccarini batté violentemente il capo a terra; quest'ultima riuscì comunque a completare la coreografia, per poi essere trasportata d'urgenza al pronto soccorso.
Molto apprezzati anche gli sketch comici, che in questa edizione furono affidati a Il Trio, formato da Massimo Lopez, Anna Marchesini e Tullio Solenghi, e a Nino Frassica, che curava i collegamenti esterni da varie località italiane, condotti col suo stile dissacrante e surreale.
La settima edizione di Fantastico è tuttavia ricordata per via delle polemiche verificatisi nel corso delle puntate: innanzitutto ci fu il famoso caso di Beppe Grillo (già co-conduttore della prima edizione del 1979 assieme alla Goggi, nonché comico fisso dell'edizione precedente) che, invitato come ospite della puntata del 15 novembre 1986, fece un monologo satirico sul viaggio ufficiale dell'allora presidente del consiglio Bettino Craxi in Cina che di fatto prendeva di mira i dirigenti del Partito Socialista Italiano, accusati dal punto di vista morale con la famosa frase Ma se in Cina sono tutti socialisti, a chi rubano?. Tale monologo costò al comico l'esilio dalla Rai per molti anni, tanto che Grillo, forse presagendo le conseguenze del suo sketch, salutò il pubblico con la frase Bene, ci rivediamo a Fantastico 18 sempre con Pippo. Baudo, preso alla sprovvista, durante lo spazio successivo in cui venne fatta una telefonata in diretta ad Adriano Celentano che ovviamente commentò quanto detto dal comico genovese un momento prima, ne prese le distanze dicendo:
Celentano disse Scusa a chi, a me? e Baudo rispose No, al pubblico.
Nella puntata successiva, trasmessa il 22 novembre - appena una settimana dopo il monologo di Grillo - il Trio comico Lopez-Marchesini-Solenghi in uno sketch prende di mira l'Ayatollah Khomeini (interpretato da Solenghi, mentre la Marchesini e Lopez sono, rispettivamente, la madre dell'Ayatollah, la Sora Khomeines - versione iraniana della Sora Ines, uno dei personaggi più famosi della Marchesini - ed il presidente degli Stati Uniti, Ronald Reagan), con uno sketch incentrato sull'allora scottante caso Irangate (la vendita di armi all'Iran da parte del governo americano tramite il colonnello dei marines Oliver North). Lo sketch era palesemente assurdo e scanzonato, con Khomeini e signora che si lamentavano presso Reagan della cattiva qualità delle armi ricevute, arrivando a sostenere che i missili una volta montati erano in tutto simili a caffettiere. La reazione di Teheran allo spettacolo fu particolarmente veemente: l'Iran Air sospese i voli con l'Italia, mentre il governo iraniano richiamò l'ambasciatore a Roma e chiuse l'Istituto italiano di cultura di Teheran. Nei giorni successivi intorno all'ambasciata italiana a Teheran si registrarono disordini, tre diplomatici furono espulsi e, dopo due mesi di tensione, solo l'intervento della diplomazia italiana (retta dall'allora ministro degli Esteri Giulio Andreotti) riuscì a far rientrare l'incidente, con la Rai che s'impegnò a non ritrasmettere più tale spezzone (che infatti solo parecchi anni dopo inizierà ad essere raramente replicato).

Il Trio (Anna Marchesini, Tullio Solenghi e Massimo Lopez) e Pippo Baudo nel discusso sketch comico del 22 novembre 1986 tra l'Ayatollah Khomeini, "Sora Khomeines" e Ronald Reagan, che provocò un incidente diplomatico tra Iran e Italia.

Altro episodio clamoroso fu quello dell'ultima puntata, andata in onda il 6 gennaio 1987, in cui Baudo attaccò l'allora presidente della Rai Enrico Manca per via di alcune polemiche inerenti alla gestione della trasmissione; Manca aveva infatti accusato Baudo di realizzare programmi nazional-popolari (aggiungendo in seguito e non lo si prenda come un complimento) e il presentatore, in diretta, di fronte a 16 milioni di telespettatori, replicò stizzito dicendo:
In polemica con l'allora dirigenza Rai, da lì a poco (subito dopo aver condotto ad inizio febbraio il Festival di Sanremo) Baudo avrebbe lasciato la TV pubblica e firmato un esorbitante contratto in esclusiva di tre anni con la Fininvest. Anche la Cuccarini lo seguirà, anche se Baudo rescinderà poi il suo contratto dopo soli pochi mesi di lavoro sulle emittenti del gruppo di Cologno Monzese.
Altro particolare di quest'edizione fu la rivalità al limite dell'insofferenza tra le due primedonne Lorella Cuccarini ed Alessandra Martines (si vociferò che una volta le due fossero addirittura venute alle mani dietro le quinte) per via di presunti favoritismi che Baudo avrebbe avuto nei confronti della Cuccarini, secondo alcuni messa più in risalto rispetto alla Martines. Forse per cavalcare l'onda di questo gossip, in una puntata del varietà fu allestito un balletto in cui le due soubrette si sfidavano in un immaginario incontro di boxe in stile Rocky. Anni dopo, pur smentendo che si fossero picchiate, la Cuccarini ammise che tra lei e la Martines effettivamente non ci furono buoni rapporti.
Il varietà è sfidato di nuovo da Premiatissima (tornata dopo un anno alla prima serata del sabato) ma Fantastico vince nuovamente di netto tutte le settimane e Premiatissima si conclude definitivamente. Le tre edizioni consecutive condotte da Baudo registrarono una media di 13 milioni di spettatori (rilevazioni meter Rai) mentre la finalissima del 6 gennaio 1987 ben 16 milioni (rilevazioni Auditel).

#### Gli anni di Celentano e Montesano (1987-1989)

Adriano Celentano nel suo polemico intervento a Fantastico 8, in cui invitò a boicottare i referendum abrogativi del 1987.

Le edizioni seguenti furono caratterizzate dal richiamo di artisti celebri: Adriano Celentano, nel 1987, condusse una edizione che suscitò numerose polemiche e aspre critiche degli addetti ai lavori, con particolare riferimento alle lunghe pause di silenzio di Celentano durante i suoi monologhi, giudicate fuori luogo per un varietà televisivo. In questa edizione, il gioco legato alla Lotteria prevedeva l'intervento di due spettatori che manifestavano un loro desiderio al fine di poterlo realizzare in concreto (idea già utilizzata dal quiz La luna nel pozzo condotto da Domenico Modugno su Italia 1 ed in seguito su Canale 5 alcuni anni prima). Votati nel ballottaggio settimanale, arrivarono via via alla serata finale, che decretò il sogno vincitore, che la stessa Rai si impegnò a realizzare economicamente.
Tra gli interventi che fecero scalpore vi furono quando, alla vigilia dei referendum abrogativi del 1987, Celentano invitò a scrivere sulla scheda La caccia e contro l'amore dopo aver mostrato un filmato di Greenpeace che documentava l'uccisione di cuccioli di foca da parte dei cacciatori per il mercato delle pellicce. Celentano, dimentico del fatto che scrivere frasi sulla scheda avrebbe comportato l'annullamento del voto, fu processato. La frase fece scalpore anche per l'errore commesso da Celentano di non accentare la è. Anche sulla scorta di questo episodio, in seguito Celentano si autodefinì il re degli ignoranti.
In un'altra puntata, il molleggiato invitò gli spettatori a spegnere il televisore per cinque minuti: la sua richiesta fu accolta da otto milioni di persone. Un ulteriore episodio si ebbe quando Celentano, come provocazione alle battaglie degli ascolti di quel periodo, chiese ai telespettatori di sintonizzarsi su Canale 5 (dove in quel momento stava andando in onda il film di E.B. Clucher Anche gli angeli mangiano fagioli con Bud Spencer e Giuliano Gemma). Oltre a Celentano, a Fantastico 8 parteciparono Heather Parisi (che era già stata soubrette di altre quattro edizioni dello show), Marisa Laurito (definita scherzosamente l'ultima ruota del carro) mentre la parte comica venne affidata a Massimo Boldi e Maurizio Micheli.

Anna Oxa ed Enrico Montesano durante le prove di Fantastico 9 (1988), l'ultima edizione di successo del varietà, che segnò anche il record di vendite dei biglietti della Lotteria Italia, con quasi 38 milioni di tagliandi acquistati.

L'edizione del 1988, condotta da Enrico Montesano assieme ad Anna Oxa, che rivelò inaspettate doti come intrattenitrice brillante oltreché esibirsi come cantante, presentando il suo nuovo album Pensami per te e la sua raccolta di successi Fantastica Oxa, è considerata l'ultima edizione di successo del varietà (che dall'anno successivo iniziò a registrare un lento ma inarrestabile declino di ascolti e popolarità); questa edizione segnò anche il record di vendite dei biglietti della Lotteria Italia: furono infatti quasi 38 milioni i tagliandi acquistati (record rimasto ancora oggi imbattuto) che in questa edizione venivano reclamizzati da Wanna Marchi, all'epoca all'apice della popolarità come tele-imbonitrice. Questa edizione è ricordata da molti come la migliore dal punto di vista coreografico: infatti a Fantastico 9 era presente un corpo di ballo composto da ben 16 ballerini professionisti tra cui Raffaele Paganini, Steve La Chance, Giuliano Peparini, i fratelli Fabrizio e Vinicio Mainini, Roberto Campanella, che in ogni puntata eseguivano un diverso balletto, preparato da Franco Miseria e molto curato in tutti i particolari.

### Il drastico calo di ascolti e la chiusura (1989-1992)
L'edizione del 1989, condotta da Massimo Ranieri e dalla confermata Anna Oxa (che presentarono all'interno del programma i loro nuovi album rispettivamente Un giorno bellissimo e Tutti i brividi del mondo), prevedeva una gara tra varie pellicole del cinema italiano (il programma infatti in quest'edizione era conosciuto e graficamente intitolato come Fantastico Cinema) che sarebbe andata a decretare il miglior film italiano di sempre; la sigla iniziale era infatti cantata da quasi tutti i maggiori attori e attrici cinematografici italiani dell'epoca (tale sigla iniziale era una sorta di remake di quella dell'edizione 1968 di Canzonissima); tale idea nacque da una collaborazione tra la Rai, la Lotteria Italia e l'ANICA per supportare l'industria cinematografica italiana in quel momento in piena crisi: infatti in quella stagione chi acquistava un biglietto della Lotteria Italia poteva ricevere uno sconto del 30% per l'ingresso nei cinema di tutta Italia nei giorni feriali (sconto valido però soltanto per la visione di film italiani); la soubrette Alessandra Martines (già presente nell'edizione del 1986) in ogni puntata eseguiva una coreografia ispirata ad un film celebre. Presenti anche Giancarlo Magalli, Nino Frassica ed Andy Luotto a cui furono affidati gli sketch comici di quell'edizione. Tale formula non ebbe molto successo, tanto che, rispetto all'anno precedente, si registrò infatti sia un vistoso calo d'ascolti sia un consistente calo nelle vendite dei tagliandi dei biglietti della lotteria (-13% rispetto al 1988).

Jovanotti, Marisa Laurito e Giorgio Faletti in Fantastico 90 (1990), edizione che non ebbe molto successo, a causa di diversi contrasti sui costi del programma, verificatisi poco prima del suo inizio, che portarono ad una radicale modifica del progetto originale.

L'edizione del 1990 (rinominata per l'occasione Fantastico 90), che vide il ritorno alla conduzione di Pippo Baudo, sarebbe dovuta essere un vero e proprio remake di Canzonissima, con una gara canora tra artisti celebri della musica italiana, ma un improvviso disaccordo tra i vertici Rai e gli autori circa gli elevati costi che tale progetto avrebbe previsto fece saltare il tutto e a pochi giorni dall'inizio del programma. Baudo dovette così apportare modifiche radicali alla formula della trasmissione, e la gara canora fu sostituita con una gara tra dodici giovani studenti, ognuno proveniente da una diversa regione italiana, tutti reduci dall'esame di maturità, che si sfidavano tra di loro rispondendo a domande di cultura generale. In questa edizione ci fu il debutto sulle reti Rai di Jovanotti, che cantava la sigla di chiusura Ciao mamma, divenuta una hit musicale di quell'anno, mentre primadonna di quest'edizione avrebbe dovuto essere Lorella Cuccarini (già al fianco di Baudo nelle edizioni del 1985 e 1986), stavolta però con il ruolo di co-conduttrice e non come semplice soubrette, ma all'ultimo momento la showgirl diede forfait, rinnovando il contratto in esclusiva che aveva con la Fininvest, e dunque fu rimpiazzata da Marisa Laurito (che già aveva partecipato al Fantastico di Celentano nel 1987); quest'ultima, dopo la conclusione della trasmissione, polemizzò con Baudo (anche se poi in seguito i due si riappacificarono), accusandolo di non averle lasciato abbastanza spazio durante la trasmissione e riducendola di fatto da co-conduttrice a semplice valletta parlante; gli interventi comici furono infine affidati a Giorgio Faletti. Tale edizione, forse anche perché messa su in maniera frettolosa ed improvvisata, registrò indici d'ascolto assai inferiori alle aspettative prefissate.
Il ritorno alla conduzione di Raffaella Carrà nel 1991 coincise con l'ultima edizione canonica del programma; la conduttrice fu affiancata da Johnny Dorelli, mentre la parte comica venne affidata a Gianfranco D'Angelo, protagonista di sketch comici a cui prendeva parte anche la Carrà, in cui i due parodiavano celebri coppie del jet set italiano ed internazionale (parodie poi riproposte dai due alcuni anni dopo a Carràmba! Che sorpresa). Alla Lotteria Italia fu abbinata, come già nel 1986, una gara tra artisti emergenti, che lanciò Leonardo Pieraccioni, Dario Cassini, Raul Cremona e Antonella Stefanucci. Fantastico 12 registrò un ulteriore calo degli ascolti rispetto all'edizione precedente (una media di appena 7,8 milioni di telespettatori, molto deludente se confrontata con l'ascolto medio delle precedenti edizioni dello show) che dimostrò definitivamente che il varietà aveva ormai fatto il suo tempo; tale edizione fu mal gestita anche per via dei cattivi rapporti che intercorrevano tra la Carrà e Dorelli.

Raffaella Carrà in Fantastico 12 alle prese con Roberto Benigni nella sua storica ospitata del 19 ottobre 1991

Anche in quest'ultima edizione non mancarono comunque momenti memorabili; è ricordata, in particolare, per due episodi: il primo riguardante l'ospitata di Roberto Benigni (19 ottobre) che simulò un amplesso con la conduttrice, fino a cinturarla, per poi esibirsi in un elenco delle varie denominazioni degli organi genitali maschile e femminile. Di diversa natura fu invece l'intervento di Corrado (9 novembre), partner storico della Carrà di due edizioni di Canzonissima (1970 e 1971) e della terza edizione di Fantastico (del 1982); alla sua vista la conduttrice si commosse fino alle lacrime, provocando l'ironia del presentatore romano che disse: "Non mi era mai capitato di essere ricevuto da una che piange".
L'ultima puntata di Fantastico andò in onda il 6 gennaio 1992: molti giudizi retrospettivi di diversi critici televisivi sono concordi nel far coincidere, con la conclusione della trasmissione, anche la fine dell'epoca del varietà televisivo italiano inteso in senso classico.
A dire il vero, nella primavera del 1992 Mario Maffucci (all'epoca capostruttura Rai) aveva annunciato la preparazione della 13ª edizione del varietà: esso avrebbe dovuto andare in onda a partire dal 3 ottobre, con il previsto ritorno alla conduzione di Enrico Montesano, stavolta affiancato da Alba Parietti, ma successivamente, in seguito al grande successo ottenuto proprio in quei mesi da Scommettiamo che...?, condotto da Fabrizio Frizzi e Milly Carlucci e diretto da Michele Guardì, i vertici della Rai decisero di promuovere quest'ultimo come nuovo varietà del sabato sera autunnale abbinato alla Lotteria Italia e dunque Fantastico 13 non vide la luce.

### Lo sfortunato remake (1997-1998)
Nel 1997, la Rai decise di tornare sulla formula di Fantastico riveduta e aggiornata: ci fu dunque il ritorno di Enrico Montesano (già presentatore dell'edizione del 1988 e che nel 1992 avrebbe dovuto condurne la tredicesima, poi annullata) da protagonista (di qui il titolo Fantastico Enrico) affiancato da Milly Carlucci, con la partecipazione di Fausto Leali, Amii Stewart e Mario Merola; la collocazione fu confermata tradizionalmente al Teatro delle Vittorie di Roma, mentre la regia fu affidata a Giancarlo Nicotra.
In tale programma c'era la sfida tra due squadre di concorrenti, in rappresentanza di due differenti annate (diverse per ogni puntata), che si sfidavano rispondendo a domande riguardanti fatti, personaggi, eventi sportivi, film e programmi televisivi del loro anno specifico. Oltre a ciò vi era pure una gara canora tra Fausto Leali ed Amii Stewart (con il primo abbinato ad una squadra e la seconda all'altra), che eseguivano i maggiori successi musicali (sia italiani che internazionali) dei due anni in gara ad ogni appuntamento.
Tale gara era inframmezzata da monologhi comici di Montesano, esibizioni canore, balletti e da parodie di sceneggiate napoletane in cui Mario Merola, Montesano e la Carlucci invitavano ad acquistare i biglietti della Lotteria Italia.
Il varietà non riscosse il successo sperato: fu infatti sempre battuto negli ascolti e nel gradimento dal diretto competitore La corrida di Corrado in onda su Canale 5, tanto che, alla fine della quinta puntata, Montesano abbandonò il programma e fu sostituito da Giancarlo Magalli; la trasmissione, a partire dalla sesta puntata, cambiò dunque titolo da Fantastico Enrico a Fantastico, diventando dunque ufficialmente la tredicesima edizione dello storico varietà.
Con l'arrivo alla conduzione di Magalli vennero apportate diverse modifiche al corpus della trasmissione: venne data molta più importanza alla gara, che divenne dunque l'elemento principale dello show, mentre i momenti di varietà furono notevolmente ridotti (sparirono sia le parodie delle sceneggiate con Mario Merola, sia la sfida canora tra Leali e la Stewart). Proprio nella prima puntata della gestione Magalli, nel palese tentativo di attirare il pubblico giovanile (che fino ad allora aveva preferito la trasmissione di Corrado), furono invitate come ospiti musicali le Spice Girls, nel periodo in cui queste erano all'apice della popolarità e del successo.
Nonostante i cambiamenti apportati, il programma, pur migliorando notevolmente negli ascolti (si passò dai 4,8 milioni di spettatori dell'ultima puntata con Montesano ai 7,3 milioni della prima puntata guidata da Magalli), continuò però ad essere battuto da La corrida, sicché conclusa quest'ultima sfortunata stagione (l'ultima puntata venne trasmessa il 6 gennaio del 1998), ad oggi la Rai non ne ha più prodotto altre edizioni.

## Edizioni
| Edizione | Titolo del programma | Periodo         | Periodo        | Rete  | Puntate | Cast              | Cast              | Cast              | Cast                 | Cast                | Cast                | Cast              | Inviato/i         | Inviato/i          | Sede   | Location                          | Regia             |
| Edizione | Titolo del programma | Inizio          | Fine           | Rete  | Puntate | Cast              | Cast              | Cast              | Cast                 | Cast                | Cast                | Cast              | Inviato/i         | Inviato/i          | Sede   | Location                          | Regia             |
| -------- | -------------------- | --------------- | -------------- | ----- | ------- | ----------------- | ----------------- | ----------------- | -------------------- | ------------------- | ------------------- | ----------------- | ----------------- | ------------------ | ------ | --------------------------------- | ----------------- |
| 1ª       | Fantastico           | 6 ottobre 1979  | 5 gennaio 1980 | Rai 1 | 13      | Loretta Goggi     | Loretta Goggi     | Heather Parisi    | Beppe Grillo         | Beppe Grillo        | Gli Omelet          | Gli Omelet        | Non presenti      | Non presenti       | Milano | Studio F1 (Milano Fiera)          | Enzo Trapani      |
| 2ª       | Fantastico 2         | 3 ottobre 1981  | 6 gennaio 1982 | Rai 1 | 13      | Claudio Cecchetto | Walter Chiari     | Heather Parisi    | Oriella Dorella      | Gigi Sabani         | Romina Power        | Memo Remigi       | Non presenti      | Non presenti       | Milano | Studio F1 (Milano Fiera)          | Enzo Trapani      |
| 3ª       | Fantastico 3         | 2 ottobre 1982  | 6 gennaio 1983 | Rai 1 | 14      | Corrado           | Corrado           | Raffaella Carrà   | Raffaella Carrà      | Gigi Sabani         | Renato Zero         | Renato Zero       | Ramona Dell'Abate | Marina Perzy       | Milano | Studio TV3 (Milano c.so Sempione) | Enzo Trapani      |
| 4ª       | Fantastico 4         | 1º ottobre 1983 | 6 gennaio 1984 | Rai 1 | 14      | Gigi Proietti     | Gigi Proietti     | Heather Parisi    | Teresa De Sio        | Teresa De Sio       | Gli Optional        | Gli Optional      | Valeria Cavalli   | Jinny Steffan      | Milano | Studio TV3 (Milano c.so Sempione) | Enzo Trapani      |
| 5ª       | Fantastico 5         | 6 ottobre 1984  | 5 gennaio 1985 | Rai 1 | 14      | Pippo Baudo       | Pippo Baudo       | Heather Parisi    | Eleonora Brigliadori | José Luis Moreno    | Rockfeller          | I Macedonia       | Valerio Merola    | Elisabetta Gardini | Roma   | Teatro delle Vittorie             | Luigi Bonori      |
| 6ª       | Fantastico           | 5 ottobre 1985  | 6 gennaio 1986 | Rai 1 | 14      | Pippo Baudo       | Pippo Baudo       | Lorella Cuccarini | Galyn Görg           | Galyn Görg          | Beppe Grillo        | Pompeo e Carlotta | Non presenti      | Non presenti       | Roma   | Teatro delle Vittorie             | Luigi Bonori      |
| 7ª       | Fantastico           | 4 ottobre 1986  | 6 gennaio 1987 | Rai 1 | 14      | Pippo Baudo       | Pippo Baudo       | Lorella Cuccarini | Alessandra Martines  | Alessandra Martines | Il Trio             | Il Trio           | Nino Frassica     | Lino Toffolo       | Roma   | Teatro delle Vittorie             | Gino Landi        |
| 8ª       | Fantastico           | 3 ottobre 1987  | 6 gennaio 1988 | Rai 1 | 14      | Adriano Celentano | Adriano Celentano | Heather Parisi    | Marisa Laurito       | Massimo Boldi       | Maurizio Micheli    | Bruno Gambarotta  | Non presenti      | Non presenti       | Roma   | Teatro delle Vittorie             | Luigi Bonori      |
| 9ª       | Fantastico           | 1º ottobre 1988 | 7 gennaio 1989 | Rai 1 | 14      | Anna Oxa          | Anna Oxa          | Enrico Montesano  | Enrico Montesano     | Enrico Montesano    | Enrico Montesano    | Enrico Montesano  | Non presenti      | Non presenti       | Roma   | Teatro delle Vittorie             | Luigi Bonori      |
| 10ª      | Fantastico Cinema    | 7 ottobre 1989  | 6 gennaio 1990 | Rai 1 | 14      | Anna Oxa          | Anna Oxa          | Massimo Ranieri   | Massimo Ranieri      | Alessandra Martines | Alessandra Martines | Giancarlo Magalli | Andy Luotto       | Andy Luotto        | Roma   | Teatro delle Vittorie             | Furio Angiolella  |
| 11ª      | Fantastico 90        | 6 ottobre 1990  | 5 gennaio 1991 | Rai 1 | 14      | Pippo Baudo       | Pippo Baudo       | Marisa Laurito    | Marisa Laurito       | Giorgio Faletti     | Giorgio Faletti     | Jovanotti         | Non presenti      | Non presenti       | Roma   | Teatro delle Vittorie             | Gino Landi        |
| 12ª      | Fantastico           | 5 ottobre 1991  | 6 gennaio 1992 | Rai 1 | 14      | Raffaella Carrà   | Raffaella Carrà   | Johnny Dorelli    | Johnny Dorelli       | Gianfranco D'Angelo | Gianfranco D'Angelo | Ilaria Moscato    | Non presenti      | Non presenti       | Roma   | Teatro delle Vittorie             | Sergio Japino     |
| 13ª      | Fantastico Enrico    | 4 ottobre 1997  | 6 gennaio 1998 | Rai 1 | 14      | Enrico Montesano  | Enrico Montesano  | Milly Carlucci    | Milly Carlucci       | Amii Stewart        | Fausto Leali        | Mario Merola      | Non presenti      | Non presenti       | Roma   | Teatro delle Vittorie             | Giancarlo Nicotra |
| 13ª      | Fantastico           | 4 ottobre 1997  | 6 gennaio 1998 | Rai 1 | 14      | Giancarlo Magalli | Giancarlo Magalli | Milly Carlucci    | Milly Carlucci       | Amii Stewart        | Fausto Leali        | Mario Merola      | Non presenti      | Non presenti       | Roma   | Teatro delle Vittorie             | Giancarlo Nicotra |

## Sigle
Uno degli ingredienti di successo della trasmissione sono state sicuramente le varie sigle che si sono susseguite durante le svariate edizioni, la maggior parte divenute tra le più famose sigle della storia della televisione italiana, contribuendo alla definitiva consacrazione delle soubrette e presentatrici alternatesi nel corso del programma.
| Edizione | Sigla di testa                      | Sigla di testa                 | Sigla di testa                                       | Sigla di coda          | Sigla di coda                           | Sigla di coda                                        |
| Edizione | Titolo                              | Interprete                     | Autori                                               | Titolo                 | Interprete                              | Autori                                               |
| -------- | ----------------------------------- | ------------------------------ | ---------------------------------------------------- | ---------------------- | --------------------------------------- | ---------------------------------------------------- |
| 1ª       | Disco bambina                       | Heather Parisi                 | A. Testa, T. De Vita, G. Calabrese, S. Testi         | L'aria del sabato sera | Loretta Goggi                           |                                                      |
| 2ª       | Cicale                              | Heather Parisi                 | T. De Vita, S. Testi, F. Miseria, A. Ricci, A. Testa | Gocce di luna          | Memo Remigi                             | T. De Vita, M. Remigi, A. Ricci, A. Testa            |
| 3ª       | Ballo ballo                         | Raffaella Carrà                | G. Boncompagni, F. Bracardi                          | Soldi                  | Renato Zero                             | Renatozero, Caviri, Renatozero                       |
| 4ª       | Ceralacca                           | Heather Parisi                 | S. Testi, T. De Vita, F. Miseria, A. Testa           | 'O sole se ne va       | Teresa De Sio                           | De Sio, Di Rienzo                                    |
| 5ª       | Crilù                               | Heather Parisi                 | S. Testi, M. Colucci, Cashin, F. Miseria             | Cominciare             | Adriano e Laerte Pappalardo             | G. Calabrese, P. Caruso                              |
| 6ª       | Sugar Sugar/Formula 6               | Lorella Cuccarini / Galyn Görg |                                                      | Sugar Sugar/Formula 6  | Lorella Cuccarini / Galyn Görg          |                                                      |
| 7ª       | Tutto matto                         | Lorella Cuccarini              | S. Bardotti, P. Caruso                               | L'amore è              | Lorella Cuccarini e Alessandra Martines | S. Bardotti, P. Caruso                               |
| 8ª       | L'ultimo gigante                    | Adriano Celentano              |                                                      | È ancora sabato        | Adriano Celentano                       | G. Calabrese, P. Pirazzoli, R. Jackson               |
| 9ª       | Buon appetito all'Italia che va     | Enrico Montesano               | C. Mattone, E. Montesano, C. Mattone                 | Caro pigiama           | Enrico Montesano                        | C. Mattone, E. Montesano, C. Mattone                 |
| 10ª      | Movie Movie                         | Vari                           |                                                      | Prossimamente qui      | Vari                                    |                                                      |
| 10ª      | Prossimamente qui                   | Vari                           |                                                      | Non presente           | Non presente                            | Non presente                                         |
| 11ª      | Navigando navigando                 | Vari                           |                                                      | Ciao mamma             | Jovanotti                               |                                                      |
| 12ª      | Scranda la mela                     | Raffaella Carrà                |                                                      | Non presente           | Non presente                            | Non presente                                         |
| 13ª      | Vamos in Italia                     | Enrico Montesano               | M. Marrocchi, F. Landini, G. Artegiani, E. Montesano | Canzoni d'oro          | Enrico Montesano                        | G. Artegiani, M. Marrocchi, F. Landini, E. Montesano |
| 13ª      | È meglio il sabato (della domenica) | Vari                           |                                                      | Non presente           | Non presente                            | Non presente                                         |

## Spin-off
Fantastico bis è stato un programma televisivo appendice del varietà, andato in onda in contemporanea ad ogni edizione del programma madre, con diversi conduttori e a volte con titoli diversi e con una durata piuttosto breve rispetto allo spettacolo del sabato sera (circa mezz'ora). Andato in onda solitamente la domenica pomeriggio, come uno dei segmenti di Domenica in, nelle ultime edizioni ebbe delle finestre infrasettimanali quotidiane e pomeridiane autonome (solitamente dopo il TG delle 13.30), con una formula pressoché identica.
Tornando ad occupare lo spazio che era stato, negli anni settanta, quello dei programmi dedicati alla Lotteria Italia, faceva riferimento al gioco dedicato al pubblico che aveva inviato la cartolina allegata al biglietto della Lotteria, previa incollatura di un tagliando che ne attestasse l'acquisto, e rispondendo a una opzione di domanda sempre piuttosto facile da indovinare e scelta tra due o tre soluzioni, la cui risposta esatta dava loro la possibilità di essere estratti a sorte. I quesiti venivano posti durante la puntata del sabato sera, e la soluzione con relativi sorteggi comunicati la domenica successiva, quindi otto giorni più tardi. Tra questi fortunati spettatori, uno di essi poteva aggiudicarsi ulteriori premi attraverso un gioco telefonico.
Pippo Baudo fu il conduttore principale della trasmissione, per le edizioni 1979, 1981, 1983, 1984, 1985, 1986 (che quell'anno venne denominata Ottantasei) e 1990 (quest'ultima con Nino Frassica), anche in virtù del fatto che, ad eccezione delle prime tre edizioni, era lui stesso a condurre le edizioni sia di Domenica in che di Fantastico di quell'anno.
Gli altri conduttori che si avvicendarono furono, per l'edizione 1982, Emanuela Befani e Luca D'Orazio, Heather Parisi nel 1987 (quando la trasmissione cambiò il titolo in Fantasticotto), Giancarlo Magalli, che condusse le edizioni 1988 e 1989, e Fabio Fazio ed Eleonora Brigliadori, che condussero l'edizione del 1991. Anche nel 1997, in contemporanea al remake/tredicesima ed ultima stagione, fu realizzato un segmento quotidiano intitolato Fantasticopiù e condotto da Milly Carlucci.
La trasmissione rivolgeva un occhio di riguardo anche al pubblico dei giovanissimi: furono spesso abbinate al programma delle sigle che riscuotevano ottimi riscontri in Hit Parade:
- 1979-'80: Cicciottella (Loretta Goggi)
- 1981-'82: Lo stellone (Sbirulino)
- 1982-'83: Gomma Gomma (Luca e Manuela)
- 1983-'84: Son contento (Francesco Nuti)
- 1984-'85: Rockfeller (José Luis Moreno)
- 1985-'86: Sole papà (Pompeo e Carlotta)
- 1986-'87: Pepè (Pippo Franco)
- 1987-'88: Dolceamaro (Heather Parisi)
- 1988-'89: Oltre la montagna e Caruso (Anna Oxa)
- 1989-'90: L'ombra (Anna Oxa) e Un giorno bellissimo (Massimo Ranieri) (alternate)

## Puntate speciali

### Anteprima Fantastico
Per le edizioni 1979, 1987 e 1989 venne realizzata una puntata speciale in onda a fine settembre dal titolo Anteprima Fantastico, dove venivano mostrate anticipazioni sull'edizione che sarebbe iniziata da li a poco.

### Speciale Fantastico
Per il Capodanno del 1985 e 1986 vennero realizzate due serate dal titolo Speciale Fantastico, per festeggiare l'arrivo del nuovo anno con tutto il cast del programma.

### Buon viaggio ragazzi - Appunti su Fantastico 90
Al termine della puntata finale dell'undicesima edizione, il 6 gennaio 1991, viene trasmesso uno speciale intitolato Buon viaggio ragazzi - Appunti su Fantastico 90, riguardante il dietro le quinte della stagione appena conclusa.

## Statistiche
Il volto più presente in assoluto nella storia del programma è stato quello di Heather Parisi, nel ruolo di ballerina e showgirl per 5 edizioni. Il record di conduzioni, invece, appartiene a Pippo Baudo, alla guida di ben 4 edizioni.
I personaggi non elencati nella seguente tabella riassuntiva hanno condotto e/o partecipato solamente ad un'edizione del varietà.
| Personaggio         | Edizioni | Edizioni | Edizioni | Edizioni | Edizioni | Edizioni | Edizioni | Edizioni | Edizioni | Edizioni | Edizioni | Edizioni | Edizioni | Presenze totali |
| Personaggio         | 1a       | 2a       | 3a       | 4a       | 5a       | 6a       | 7a       | 8a       | 9a       | 10a      | 11a      | 12a      | 13a      | Presenze totali |
| ------------------- | -------- | -------- | -------- | -------- | -------- | -------- | -------- | -------- | -------- | -------- | -------- | -------- | -------- | --------------- |
| Heather Parisi      |          |          |          |          |          |          |          |          |          |          |          |          |          | 5               |
| Pippo Baudo         |          |          |          |          |          |          |          |          |          |          |          |          |          | 4               |
| Beppe Grillo        |          |          |          |          |          |          |          |          |          |          |          |          |          | 2               |
| Gigi Sabani         |          |          |          |          |          |          |          |          |          |          |          |          |          | 2               |
| Raffaella Carrà     |          |          |          |          |          |          |          |          |          |          |          |          |          | 2               |
| Lorella Cuccarini   |          |          |          |          |          |          |          |          |          |          |          |          |          | 2               |
| Alessandra Martines |          |          |          |          |          |          |          |          |          |          |          |          |          | 2               |
| Marisa Laurito      |          |          |          |          |          |          |          |          |          |          |          |          |          | 2               |
| Enrico Montesano    |          |          |          |          |          |          |          |          |          |          |          |          |          | 2               |
| Anna Oxa            |          |          |          |          |          |          |          |          |          |          |          |          |          | 2               |
| Giancarlo Magalli   |          |          |          |          |          |          |          |          |          |          |          |          |          | 2               |

## Sponsor
| Edizione | Anno      | Sponsor      | Sponsor             |
| -------- | --------- | ------------ | ------------------- |
| 1ª       | 1979-1980 | Non presenti | Non presenti        |
| 2ª       | 1981-1982 | Non presenti | Non presenti        |
| 3ª       | 1982-1983 | Non presenti | Non presenti        |
| 4ª       | 1983-1984 | Non presenti | Non presenti        |
| 5ª       | 1984-1985 | Non presenti | Non presenti        |
| 6ª       | 1985-1986 | Standa       | Agip                |
| 7ª       | 1986-1987 | Standa       | Standa              |
| 8ª       | 1987-1988 | Dash         | Splendid            |
| 9ª       | 1988-1989 | Motta        | Autogrill           |
| 10ª      | 1989-1990 | Dixan        | Dixan               |
| 11ª      | 1990-1991 | Olio Cuore   | Berloni             |
| 12ª      | 1991-1992 | Findus       | Cotonelle           |
| 13ª      | 1997-1998 | Valleverde   | Parmigiano Reggiano |